# Children's Online Privacy Protection Act
Pour les articles homonymes, voir Coppa (homonymie).
La Loi sur la protection de la vie privée des enfants en ligne (Children's Online Privacy Protection Act, ou COPPA) est une loi des États-Unis de 1998 visant à protéger la vie privée des enfants sur Internet.
Cette loi concerne la collecte, par des personnes physiques ou morales sous le joug de la juridiction des États-Unis, d'informations sur les mineurs de 13 ans. Elle précise les éléments qu'un site web doit faire apparaître dans sa charte de protection de la vie privée, la nécessité d'un consentement accordé par l'un des parents (ou tuteur légal), et les responsabilités incombant au webmestre pour protéger la vie privée des moins de 13 ans, y compris par des restrictions sur le commerce en ligne.
À ne pas confondre avec la loi dite COPA qui a pour objet la protection des mineurs face aux contenus choquants, notamment pornographiques, et qui a été déclarée non conforme à la constitution américaine.